# Тампико (муниципалитет)
Тампико (исп. Tampico) — муниципалитет в Мексике, штат Тамаулипас с административным центром в одноимённом городе. Численность населения, по данным переписи 2010 года, составила 297 554 человека.

## Общие сведения
Название Tampico с языка ацтеков можно перевести как место обитания водных собак (выдр).
Площадь муниципалитета равна 115 км², что составляет 0,14 % от общей площади штата, а наивысшая точка — 30 метров, расположена в поселении Тампико.
Тампико граничит с другими муниципалитетами штата Тамаулипас: на севере с Альтамирой, на востоке с Сьюдад-Мадеро, а также на юге и западе граничит с другим штатом Мексики — Веракрусом.

## Учреждение и состав
Муниципалитет был образован в 1825 году, в его состав входит 7 населённых пунктов:
| Код INEGI | Населённый пункт                                                                                            | Численность населения (2005 год) | Численность населения (2010 год) |
| --------- | --- | -------------------------------- | -------------------------------- |
| 038       | Всего | 303924                           | 297554                           |
| 0001      | Тампико (исп. Tampico) 22°15′19″ с. ш. 97°52′07″ з. д.                                                      | 303635                           | 297284                           |
| 0008      | Крус-Гранде (Эстеро-дель-Камалоте) (исп. Cruz Grande (Estero del Camalote)) 22°19′25″ с. ш. 97°58′22″ з. д. | 91                               | 100                              |
| 0011      | Ла-Ислета (Рио-Тамеси) (исп. La Isleta (Río Tamesí)) 22°17′26″ с. ш. 97°56′38″ з. д.                        | 75                               | 72                               |
| 0007      | Крус-Гранде (Крус-де-лос-Риос) (исп. Cruz Grande (Cruz de los Ríos)) 22°19′30″ с. ш. 97°57′32″ з. д.        | 81                               | 48                               |
| 0012      | Ла-Ислета-Рио-Тамеси (исп. La Isleta Río Tamesí (Cruz Chica)) 22°15′44″ с. ш. 97°54′43″ з. д.               | 22                               | 35                               |
| 0009      | Ислета-Гильермо-Сандоваль-Руис (исп. Isleta Guillermo Sandoval Ruiz) 22°18′56″ с. ш. 97°57′03″ з. д.        | 14                               | 11                               |
| 0010      | Ислета-Висенте-Мануэль-Диас (исп. Isleta Vicente Manuel Díaz) 22°17′36″ с. ш. 97°56′41″ з. д.               | 6                                | 4                                |

## Экономика
По статистическим данным 2000 года, работоспособное население занято по секторам экономики в следующих пропорциях: сельское хозяйство, скотоводство и рыбная ловля — 2 %, промышленность и строительство — 24,6 %, сфера обслуживания и туризма — 69,8 %, прочее — 3,6 %.

## Инфраструктура
По статистическим данным 2010 года, инфраструктура развита следующим образом:
- электрификация: 98 %;
- водоснабжение: 97,8 %;
- водоотведение: 97,1 %.

## Фотографии

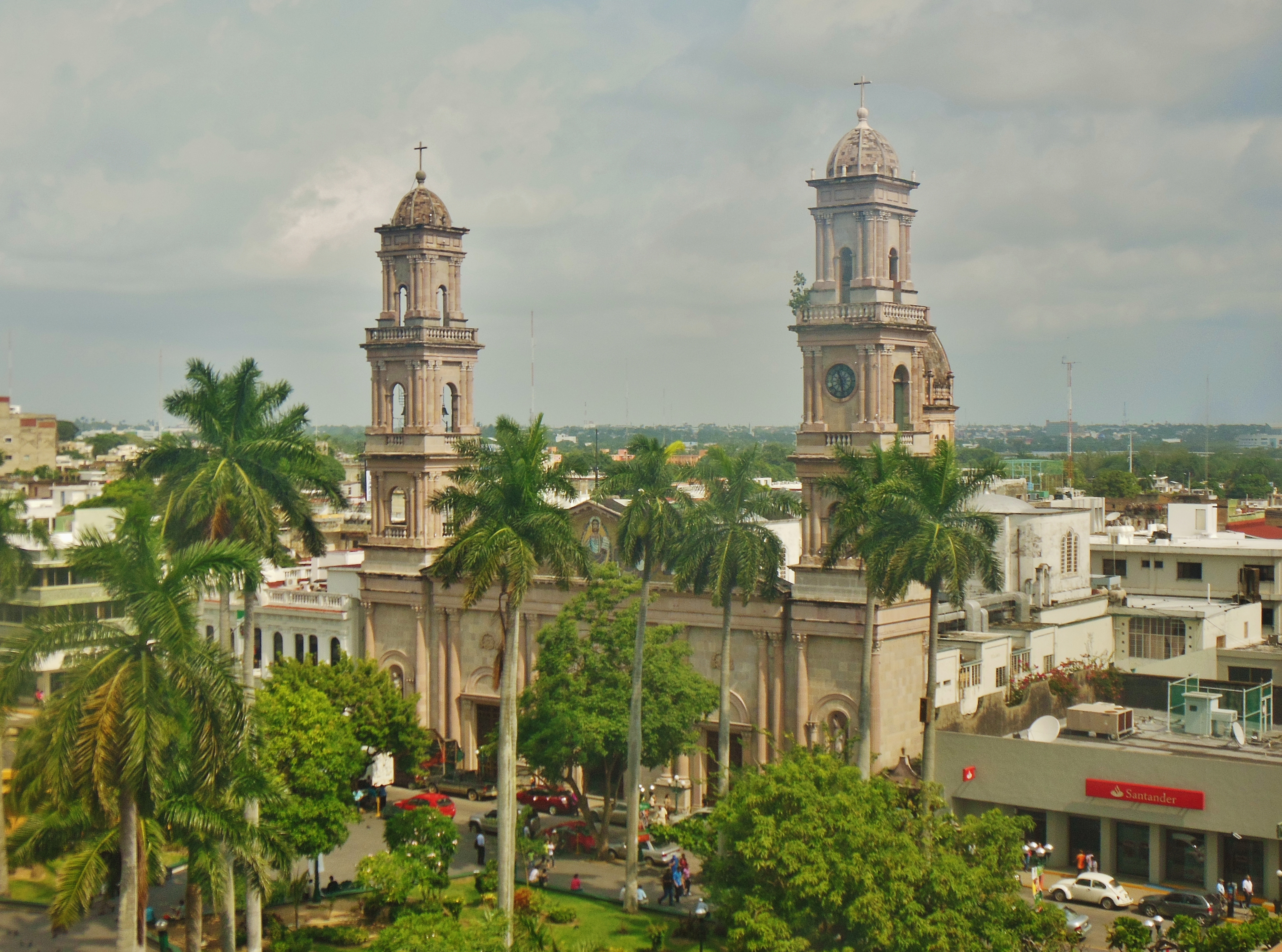
Кафедральный собор Тампико
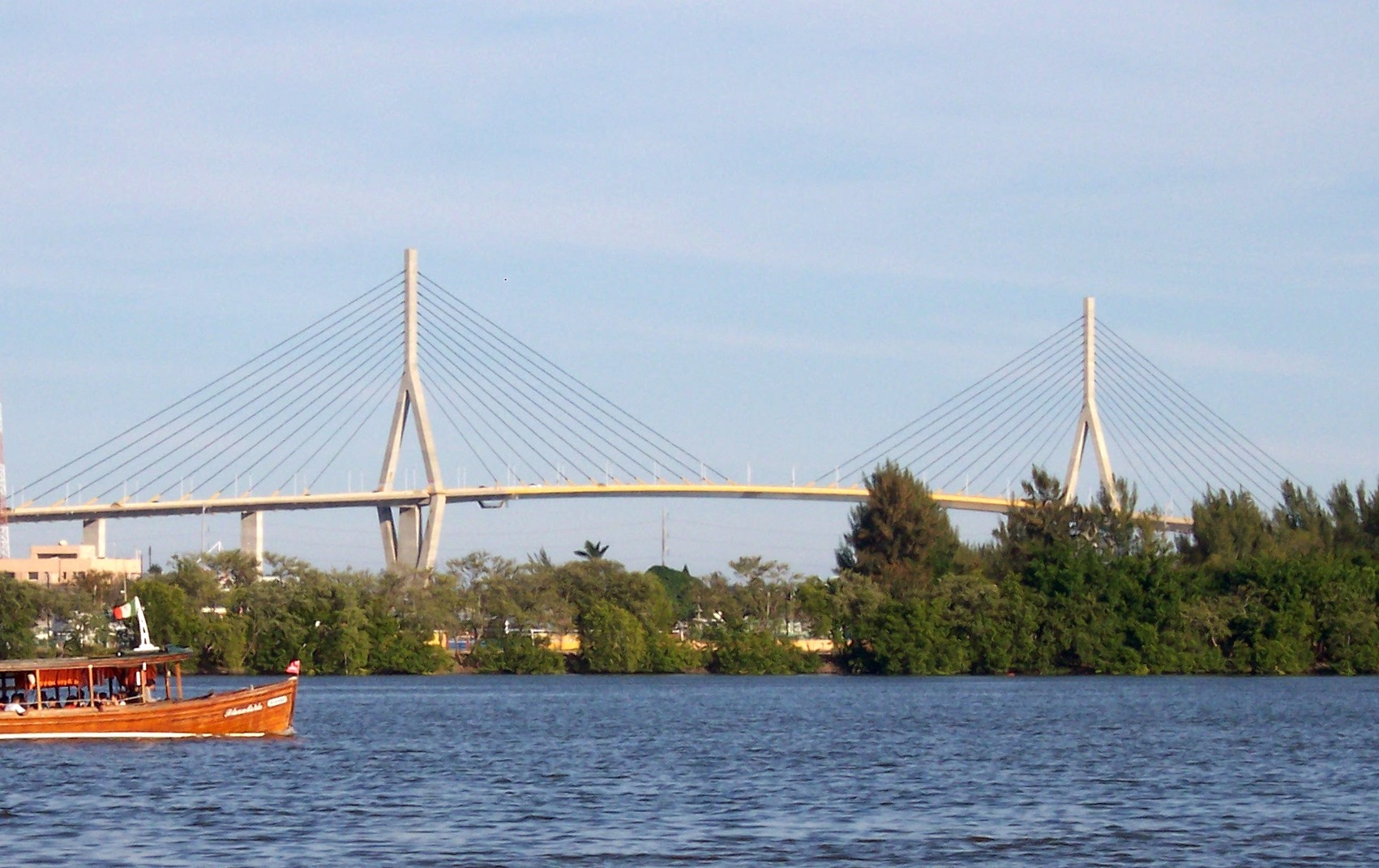
Лагуна Чарпинтеро и мост Тампико